# هاري مارس
هاري مارس (بالإنجليزية: Harry March)‏ هو لاعب كرة قدم أمريكية أمريكي، ولد في 11 ديسمبر 1875 في نيو فرانكلين في الولايات المتحدة، وتوفي في 10 يونيو 1940 في كانتون في الولايات المتحدة.